# Semijulistus
Semijulistus är ett släkte av skalbaggar som beskrevs av Friedrich Julius Schilsky 1894. Semijulistus ingår i familjen borstbaggar.
Släktet innehåller bara arten Semijulistus callosus.